# Symplocos cubensis
Symplocos cubensis är en tvåhjärtbladig växtart som beskrevs av August Heinrich Rudolf Grisebach. Symplocos cubensis ingår i släktet Symplocos och familjen Symplocaceae. Inga underarter finns listade i Catalogue of Life.